# Лавлейс, Зак
Закария (Зак) Лавлейс (англ. Zakariya Lovelace; родился 23 января 2006, Лондон) — английский футболист, нападающий клуба «Миллуолл».

## Клубная карьера
Выступал за клуб «Глебе», после чего присоединился к футбольной академии 
«Миллуолла». 29 декабря 2021 года дебютировал в основном составе «Миллуолла» в матче Чемпионшипа против «Ковентри Сити».
Летом 2022 года Зак перешёл в шотландский клуб «Рейнджерс». 30 августа 2022 года дебютировал за клуб в матче Кубка шотландской лиги против «Куин оф зе Саут». 13 мая 2023 года дебютировал в шотландском Премьершипе в игре против «Селтика».

## Карьера в сборной
22 марта 2022 года дебютировал за сборную Англии до 17 лет.